# Ben Murphy (Schauspieler)
Benjamin Edward „Ben“ Murphy (* 6. März 1942 in Jonesboro, Arkansas als Benjamin Edward Lesse Castleberry) ist ein US-amerikanischer Schauspieler.

## Leben
Ben Murphy ist der Sohn von Ben Castleberry und seiner Frau Nadine. Als er zwei Jahre alt war, ließen sich seine Eltern scheiden. Danach lebte Ben auf der Farm seiner Großeltern in Memphis, Tennessee. Nach dem Tod seines Vaters 1956 heiratete seine Mutter Patrick Henry Murphy, der Ben daraufhin adoptierte. Die Familie zog bald nach Clarendon Hills, einem Vorort von Chicago. Ben Murphy war auf acht verschiedenen Colleges, unter anderem an der University of Illinois und an der Universidad de los Americas in Mexiko-Stadt. Von 1978 bis zur Scheidung 1981 war er mit Jeanne Davis verheiratet. Sie arbeitete damals als Purser bei Pan Am, wurde aber später Schriftstellerin und Drehbuchautorin und 2006 Regisseurin des Films The Uniform Motion of Folly, in dem Murphy eine wesentliche Rolle hatte. Ben Murphy ist auch ein begeisterter Tennisspieler. Schon in den 1970er Jahren war er einigermaßen erfolgreich. Er spielte auch in höherem Alter noch Turniere.

## Karriere
Nach eigenen Aussagen interessierte Ben Murphy sich auf der Universität hauptsächlich für die Schauspielerei und die Frauen. Nach dem Abschluss ging er von 1964 bis 1966 zum Pasadena Playhouse und erwarb dort einen Abschluss in Theaterwissenschaften. Dies verschaffte ihm 1967 eine kleine Rolle in Mike Nichols Film Die Reifeprüfung (sein erster Filmauftritt) und einen Vertrag bei Universal. 1968 hatte er wiederum eine kleine Rolle in Melville Shavelsons Film Deine, meine, unsere; es sollte bereits sein letzter bekannterer Film sein.
Im gleichen Jahr hatte er erste Auftritte in Serien, zum Beispiel in zwei Folgen von Die Leute von der Shiloh Ranch. Bald hatte er auch in 12 Folgen die Rolle des Joe Sample in der Serie The Name of the Game. Sein größter Erfolg war von 1971 bis 1973 die Rolle des Zug- und Bankräubers Jed ‚Kid‘ Curry alias Thaddeus Jones, eine der Titelrollen der Serie Alias Smith und Jones. Auch danach wurde er mehrfach in der Hauptbesetzung von Serien eingesetzt, wie in Griff als Mike Murdoch, in Gemini Man als Sam Casey, in Lotterie als Patrick Sean Flaherty oder in Dirty Dozen: The Series als Lieutenant Danko. Alle diese Serien waren allerdings nicht sehr erfolgreich und wurden nach der ersten Staffel abgesetzt. Ben Murphy hatte auch wesentliche Rollen in den Miniserien Der lange Treck als Will Chisholm und Der Feuersturm als Warren Henry. Mitte der 1970er Jahre war er auch in Hauptrollen in mehreren Filmen wie Runaway!, Heatwave!, This Is the West that Was oder Sidecar Racers zu sehen. Keiner dieser Filme war allerdings besonders erfolgreich. Später war er Gaststar in Serien wie Mord ist ihr Hobby, Dr. Quinn – Ärztin aus Leidenschaft, Navy CIS, JAG – Im Auftrag der Ehre oder Cold Case – Kein Opfer ist je vergessen. Sein (bisher) letzter Auftritt war 2010 in dem Film The Genesis Code.

## Filmografie (Auswahl)

### Filme
- 1967: Die Reifeprüfung (The Graduate)
- 1968: Deine, meine, unsere (Yours, Mine and Ours)
- 1973: Runaway!
- 1974: Heatwave!
- 1974: This Is the West that Was
- 1975: Sidecar Racers
- 1976: Bridger
- 1976: Riding With Death
- 1982: Time Walker
- 1983: Satan in Weiß (The Cradle Will Fall)
- 1985: Gidget’s Summer Reunion
- 2006: The Uniform Motion of Folly
- 2010: The Genesis Code

### Fernsehserien
- 1968: Ihr Auftritt, Al Mundy (It Takes a Thief, Folge 1x15)
- 1968: Die Leute von der Shiloh Ranch (The Virginian, Folgen 6x25 und 7x03)
- 1968–1970: The Name of the Game (12 Folgen)
- 1971–1973: Alias Smith und Jones (Alias Smith and Jones, 50 Folgen)
- 1973–1974: Griff (12 Folgen)
- 1975: Dr. med. Marcus Welby (Marcus Welby, M.D., Folge 6x19)
- 1976: Gemini Man (12 Folgen)
- 1979–1980: Der lange Treck (The Chisholms, 13 Folgen)
- 1982: Trapper John, M.D. (Folge 3x17)
- 1979, 1983: Fantasy Island (Folgen 2x17, 6x10)
- 1983: Der Feuersturm (The Winds of War, 7 Folgen)
- 1983: Matt Houston (Folge 1x18)
- 1983–1984: Lotterie (Lottery!, 17 Folgen)
- 1984: Hotel (Folge 2x03)
- 1985: Berrenger’s (11 Folgen)
- 1985: Agentin mit Herz (Scarecrow and Mrs. King, Folge 3x01)
- 1985: Mord ist ihr Hobby (Murder, She Wrote, Folge 2x06)
- 1979–1986: Love Boat (6 Folgen)
- 1988: Dirty Dozen: The Series (8 Folgen)
- 1989: Twilight Zone (Folge 3x28)
- 1991: Alles Okay, Corky? (Life Goes On, Folge 2x22)
- 1991: In der Hitze der Nacht (In the Heat of the Night, Folge 5x07)
- 1993–1995: Dr. Quinn – Ärztin aus Leidenschaft (Dr. Quinn, Medicine Woman, 3 Folgen)
- 1996: Palm Beach-Duo (Silk Stalkings, Folge 5x20)
- 1996: Baywatch Nights (Folge 1x19)
- 1998: Air America (Folge 1x02)
- 1999: Seven Days – Das Tor zur Zeit (Seven Days, Folge 1x11)
- 1999: Pacific Blue – Die Strandpolizei (Pacific Blue, Folge 5x13)
- 2001: The District – Einsatz in Washington (The District, Folge 2x01)
- 2003: Drew Carey Show (Folge 8x18)
- 2003: Navy CIS (NCIS, Folge 1x07)
- 1997–2004: JAG – Im Auftrag der Ehre (JAG, 4 Folgen)
- 2004: Für alle Fälle Amy (Judging Amy, Folge 5x22)
- 2006: Cold Case – Kein Opfer ist je vergessen (Cold Case, Folge 3x13)